# Kuo Yi-hang
Pour les articles homonymes, voir Kuo.
Kuo Yi-hang (chinois : 郭羿含), née Kuo Shu-fen (chinois : 郭淑芬) le 2 juin 1975, est une ancienne haltérophile taïwanaise. Elle est médaillée de bronze aux Jeux de 2000.

## Carrière
Lors des Jeux olympiques d'été de 2000, Kuo remporte la médaille de bronze en -75 kg avec 245 kg soulevés, le même poids que les deux autres médaillées, la Colombienne María Isabel Urrutia (or) et la Nigériane Ruth Ogbeifo (argent). De ce fait, le classement des médaillées est départagés par le poids des concurrentes, la plus légère étant médaillée d'or et la plus lourde de bronze.

## Palmarès

### Jeux olympiques
- Jeux olympiques d'été de 2000 à Sydney ( Australie) :
  -  médaille de bronze en -75 kg